# Csernoch János
Csernoch János (Ján Černoch/Jan Czernoch) (Szakolca, 1852. június 18. –‎ Esztergom, 1927. július 25.) esztergomi érsek, bíboros–hercegprímás.

## Pályafutása

### Származása
Szakolca (Skalica, Szlovákia) szabad királyi városában született nagyon szegény és vallásos magyarparasztcsaládban. Édesapja Csernok Pál, édesanyja Novák Erzsébet volt. Már kisfiúként egyre több időt töltött Szakolca 12. századi eredetű Szent György katolikus templomában, ahol igen mélyen élte át a szentmisék és a Mária-litániák, az esküvők, a keresztelők és más liturgikus események légkörét. A helyi plébános nagyon gyorsan felfigyelt rá, és rábeszélte, hogy ministráljon. Mikor közelebbről is megismerte, rájött, hogy egy igen tehetséges és mélyen istenfélő fiúval van dolga, aki nemcsak az anyanyelvén, szlovákul, de magyarul, csehül és németül is folyékonyan beszél. Csernoch János minden nyelven jellegzetes szlovák akcentussal beszélt, ez élete végéig nem változott. Időközben újabb nyelveket sajátított el, így többek között beszélt olaszul, lengyelül, románul, ruszinul, ukránul, franciául és spanyolul is.

### Általános iskolai tanulmányai
Csernoch bíboros-hercegprímás gyermekkora idején Szakolcán még több mint 6000 személy élt. Valamennyi lakosa mélyen vallásos volt. Nem véletlenül: a Szent György-templom mellett, egy 14. századi plébániatemplom, egy karmelita templom és egy 18. századi ferences-rendi templom található. Mivel Szakolcán akkoriban még nem volt gimnázium, a plébános Csernoch Jánost az egyik plébános ismerőséhez Pozsonyba küldte, ahol elvégezhette a gimnáziumot. Itt az akkori esztergomi érsek, Simor János bíboros-hercegprímás látogatása során született meg a döntés arról, hogy ezt a tehetséges falusi gyereket még tovább kell küldeni tanulni filozófiai-teológiai egyetemi tanulmányokra a monarchia fővárosába, Bécsbe.

### Teológiai tanulmányai Bécsben és Rómában

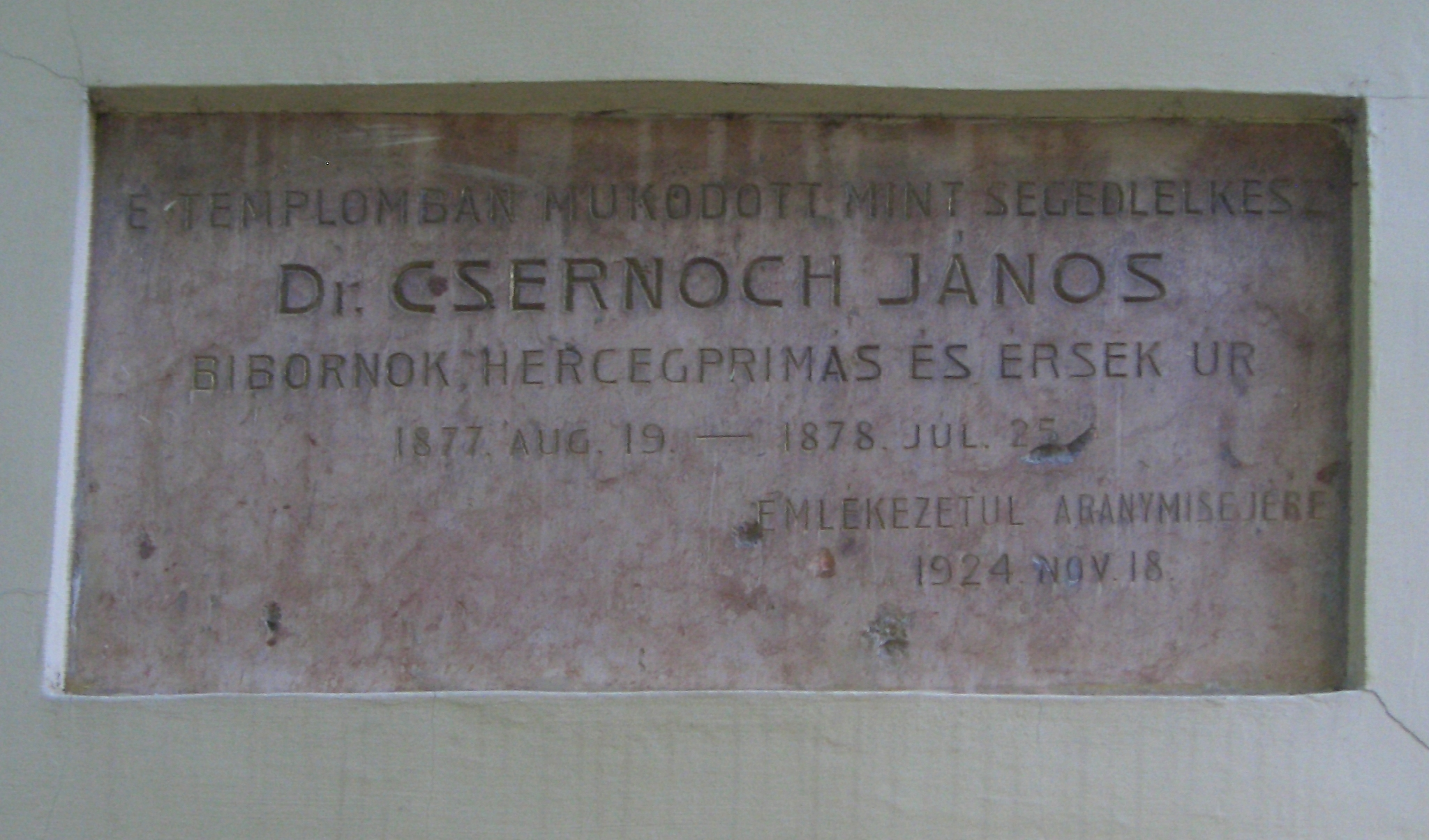
Emléktáblája a Krisztinavárosi templom falán (1877–78)

Csernoch János bécsi teológiai tanulmányait  1874. november 18-án fejezte be, és a teológia doktoraként Simor János esztergomi érsek, bíboros-hercegprímás szentelte pappá. Simor bíboros nem véletlenül e célból személyesen jött el Bécsbe. Ennek elsődleges oka az volt, hogy az Osztrák–Magyar Monarchia területén akkoriban alapelv volt, hogy a nemzetiségi kisebbségek lakta területeken, lelkészi, áldozópapi, plébánosi, esperesi, vagy püspöki kinevezést kötelezően olyan papoknak kell adni, akik folyékonyan beszélik az adott kisebbség nyelvét. Csernoch János éppen kiváló jelölt volt ilyen plébánosnak, hiszen már akkor jó néhány kisebbség nyelvét ismerte.
De az egyetem rektora másként döntött, és erről meggyőzte a hercegprímást. Szerinte Csernoch János egy olyan személyiség, aki kiválóan megfelel egy kisebbségi erdélyi vagy felvidéki, esetleg vajdasági vagy kárpátaljai városba püspöknek. Így aztán ahelyett, hogy hazautazott volna, Bécsből, útja Rómába vezetett, ahol további egyetemi tanulmányokat végezhetett könyvtárosi, levéltárosi és kánonjogi szakon. 1877–78 között egy éven át a Krisztinavárosi templomban segédlelkészkedett. Csak 1888-ban tudta elfoglalni az első plébánosi hivatalt: a három nemzetiségű Radosócz (Radošovce/Radoschotz) nagyközségben, ahonnan még ugyanabban az évben Esztergomba hívták.

### Levéltáros, könyvtáros, kanonok és országgyűlési képviselő
Először a Hercegprímási Palotában könyvtáros és levéltáros volt, és dr. Lőrintzy Rezső mellett műtéteknél segédkezett a Csillag utcai kórházban. 1890-ben kanonok, majd tíz évvel később, 1901-ben a Katolikus Néppárt jelöltjeként országgyűlési képviselő lett a szakolcai kerületből. Az 1905-ös és az 1906-os választásokon is bejutott. Mandátumát az 1910-es választásokig tartotta meg, mikoris egyházi méltóságából kifolyólag meghívást nyert a felsőházba. Mindenkire lenyűgözően hatott kimagasló intelligenciája és rendkívüli nyelvtudása.
1908–ban püspöki felszentelést nyert és Temesváron átvette a csanádi püspökség vezetését. Már három év múlva – 1911-ben kalocsai érsek lett.

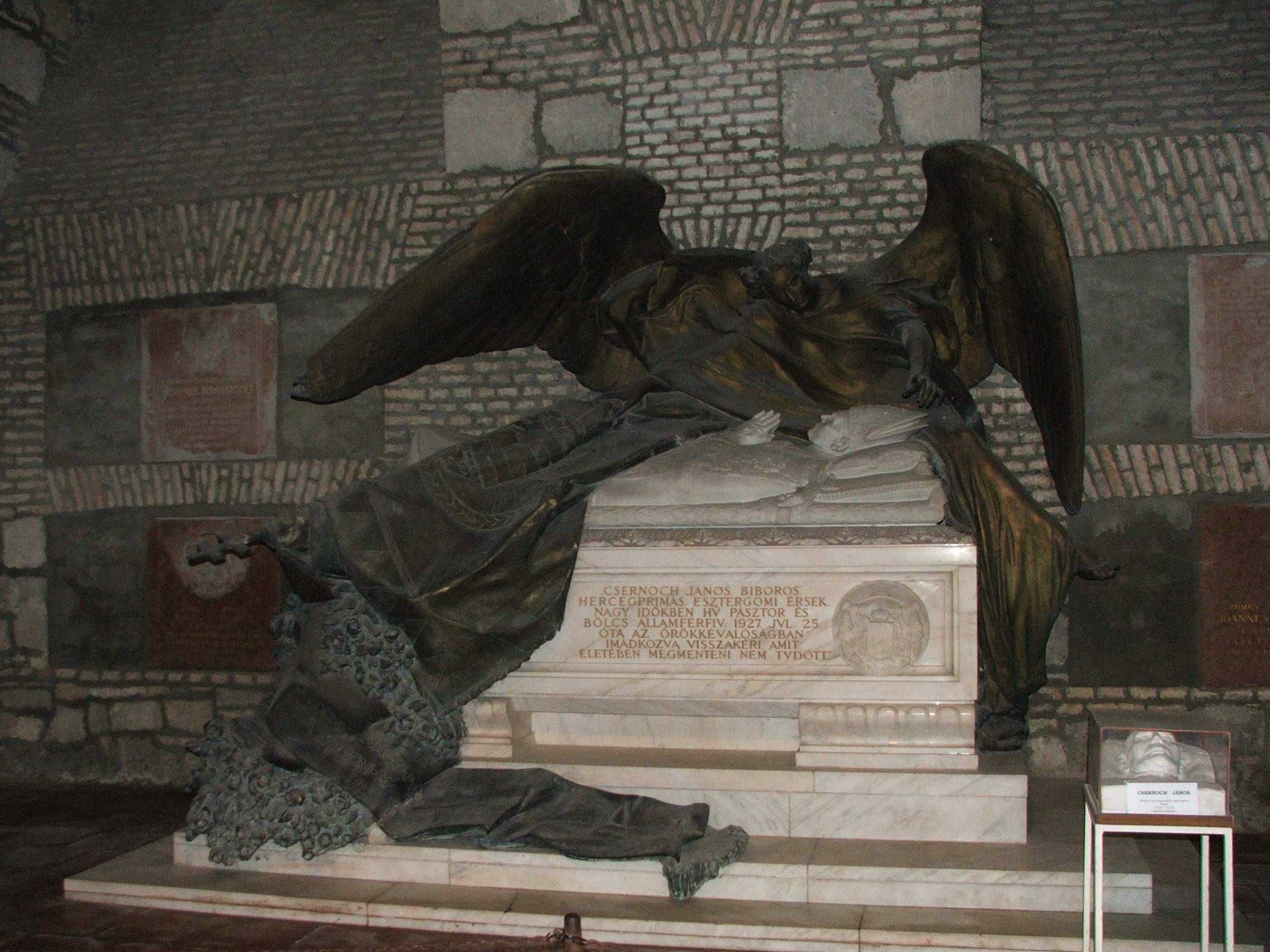
Nagy-Magyarország utolsó hercegprímásának sírhelye és halotti maszkja az esztergomi főszékesegyház altemplomában

### Magyarország hercegprímása és bíboros
Miután Vaszary Kolos bíboros-hercegprímás lemondott, 1913-ban X. Piusz pápa Csernoch János kalocsai érseket nevezte ki esztergomi érsekké, majd közvetlenül halála előtt bíborossá. Az új bíboros egy évvel később részt vett az új pápa, XV. Benedek konklávéjában, majd később XI. Piusz konklávéjában is. Csernoch János bíboros-hercegprímás a Magyar Országgyűlés főrendiházának tagjaként mindenben messzemenően támogatta mind a Balkán felé irányuló hódításokat, mind az első világháborúban való részvételt.
Amikor 1919. március 21-én Magyarországon kikiáltották a Magyarországi Tanácsköztársaságot, Csernoch hercegprímás részt vett a Horthy Miklós vezette szegedi ellenforradalmi szervezkedésben. Amikor a Tanácsköztársaságot az antant politikai és a román hadsereg katonai segítségével megdöntötték, Horthy Miklós altengernagyot a Magyar Királyság kormányzójává választották. Magyarország, amely már 1918. október végén kikiáltotta függetlenségét, 1920-ban önálló királysággá vált, de király nélkül.
Az antant nyomására 1921-ben az országgyűlés kimondta a Habsburg–Lotaringiai-ház trónfosztását. Az uralkodó feladatkörét Horthy kormányzó látta el. Csernoch hercegprímás ezt a helyzetet reálpolitikusként elfogadta, de élete végéig legitimista maradt.
Az elszakított területek javadalmainak idegenek általi kezelését illetően, előbb annak el nem ismerésének véleményén volt.
Csernoch János hercegprímás 1927. július 25-én hunyt el Esztergomban. A főszékesegyház kriptájában helyezték örök nyugalomra.

## Főbb művei
- Nemzeti zsinat?; Buzárovits Ny., Esztergom, 1896
- A halottégetésről, Esztergom, 1887
- A lelkierő a nemzetek igazi ereje, Budapest, 1910
- Memorandum a pozsonyi prépost és a pozsonyi társaskáptalan közt fenforgó külömbözetek (differentiák) ügyében. Felterjesztve Csernoch János esztergomi érsek úrhoz. Magánkézirat gyanánt. Pozsonyi társaskáptalan olvasó kanonokja által [Való Simon]; Angermayer Ny., Pozsony, 1915
- Krisztus keresztje a háború keresztje, Budapest, 1915
- Egyház és háború, Budapest, 1915
- Kereszténység és világbéke, Esztergom, 1918
- Magyarország újjáépítésének kérdéséhez, Budapest, 1924
- Katholikus kérdések. Csernoch János beszédei a Szent-István-Társulat közgyűlésein 1911–1924; Szt. István-Társulat, Bp., 1924